# Lorenzo de Bizancio
Lorenzo (griego: Λαυρέντιος, m. 166) fue obispo de Bizancio durante once años y seis meses (154-166), aunque en las listas patriarcales se mencionan otras fechas que son pocos probables.
Su período transcurrió durante los gobiernos de los emperadores Antonio Pío y Marco Aurelio. Su sucesor fue Alípio.